# Colour Collection (álbum de Grace Jones)
Colour Collection es un álbum recopilatorio de Grace Jones lanzado el 2006 por Universal Music.
El repertorio es igual al de The Universal Masters Collection.

## Lista de canciones
1. "Private Life" (Chrissie Hynde) (Versión Larga Original) - 6:20
  - Del álbum Warm Leatherette (1980)
2. "Inspiration" (Grace Jones, Barry Reynolds) - 4:36
  - Del álbum Living My Life (1982)
3. "Warm Leatherette" (Daniel Miller) (Versión Larga Original) - 5:38
  - Del álbum Warm Leatherette (1980)
4. "Pull Up to the Bumper" (Koo Koo Baya, Grace Jones, Dana Mano) - 4:43
  - Versión original en el álbum Nightclubbing (1981)
5. "Love is the Drug" (Bryan Ferry, Andy Mackay) (Versión Larga Original) - 8:42
  - Del álbum Warm Leatherette (1980)
6. "Nightclubbing" (David Bowie, James Osterberg) - 5:05
  - Del álbum Nightclubbing (1981)
7. "Nipple to the Bottle" (Grace Jones, Sly Dunbar) - 5:58
  - Del álbum Living My Life (1982)
8. "Breakdown" (Tom Petty) - 5:32
  - Del álbum Warm Leatherette (1980)
9. "Demolition Man" (Sting) - 4:04
  - Del álbum Nightclubbing (1981)
10. "La Vie en Rose" (Édith Piaf, Louigny) - 7:28
  - Del álbum Portfolio (1977)
11. "My Jamaican Guy" (Grace Jones) - 6:03
  - Del álbum Living My Life (1982)
12. "Walking in the Rain" (Harry Vanda, George Young) - 4:21
  - Del álbum Nightclubbing (1981)
13. "I've Seen That Face Before (Libertango)" (Astor Piazzolla, Barry Reynolds, Dennis Wilkey, Nathalie Delon) - 4:30
  - Del álbum Nightclubbing (1981)